# White Haven
White Haven – jednostka osadnicza w Stanach Zjednoczonych, w stanie Montana, w hrabstwie Lincoln.